# August Kundt
August Adolf Eduard Eberhardt Kundt (født 18. november 1839 i Schwerin, død 21. maj 1894) var en tysk fysiker.
Efter at have studeret matematik og naturvidenskab i Leipzig 1859—61 gik han til Berlin, hvor han kom til at arbejde i laboratoriet hos den betydelige eksperimentalfysiker Magnus. Da han havde endt sine studier, kom han til Zürich, hvor han i 2 år var professor i fysik ved Polytechnikum. Herfra kom han 1870 til Würzburg som Clausius' efterfølger, og 1872—88 var han professor i Strasbourg, hvor han udfoldede en meget betydelig virksomhed, både som videnskabsmand, som lærer og som grundlægger af det store fysiske institut. Da Helmholtz var blevet præsident ved Reichsanstalt, kom Kundt til Berlin som professor i fysik. Ved hans død mistede Tyskland en af sine ypperste universitetslærere og tillige en fremragende eksperimentalfysiker.
Kundts videnskabelige arbejder indtil 1870 havde som regel akustiske emner til genstand; fra den tid stammer hans opdagelse, at støvfigurer i et tonende rør kan benyttes til bestemmelse af lydens hastighed (1866). Da Christiansen havde opdaget lysets anomale dispersion i fuchsin, fulgte Kundt (1871—72) efter med en række arbejder, hvorved han påviste det samme forhold hos flere andre stoffer med overfladefarver. Derefter fulgte flere optiske arbejder samt undersøgelser over luftarters gnidning og varmeledningsevne. Med en afhandling (1884) om den elektromagnetiske drejning af lysets polarisationsplan i jern, kobolt og nikkel begyndte Kundt sin sidste række arbejder, der giver interessante oplysninger om metallernes optiske forhold. Hans fleste arbejder er offentliggjorte i Poggendorffs og Wiedemanns Annalen.